# Cratere Hyginus
Hyginus è un cratere lunare di 8,7 km situato nella parte nord-orientale della faccia visibile della Luna.
Il cratere è dedicato all'astronomo dell'impero romano Gaio Giulio Igino.

## Crateri correlati
Alcuni crateri minori situati in prossimità di Hyginus sono convenzionalmente identificati, sulle mappe lunari, attraverso una lettera associata al nome.
| Hyginus | Coordinate           | Diametro (in km) |
| ------- | -------------------- | ---------------- |
| A       | 6°19′12″N 5°39′36″E  | 7,69             |
| B       | 7°36′36″N 5°04′12″E  | 4,85             |
| C       | 7°41′24″N 8°18′36″E  | 4,15             |
| D       | 11°24′00″N 4°19′48″E | 4,71             |
| E       | 8°45′00″N 8°31′12″E  | 3,78             |
| F       | 7°59′24″N 8°36′36″E  | 3,81             |
| G       | 10°58′12″N 5°55′48″E | 3,84             |
| H       | 5°56′24″N 7°00′36″E  | 3,42             |
| N       | 10°33′00″N 7°25′48″E | 10,57            |
| S       | 6°24′36″N 8°00′36″E  | 23,61            |
| W       | 9°37′12″N 7°44′24″E  | 21,02            |
| Z       | 8°02′24″N 9°26′24″E  | 23,18            |